# Liste des épisodes de Sense8
Cet article présente la liste des épisodes de la série télévisée américaine Sense8.

## Première saison (2015)
| N° au | Titre                                                                                               | Réalisation             | Scénario                                           | Première diffusion |
| --- | --------------------------------------------------------------------------------------------------- | ----------------------- | -------------------------------------------------- | ------------------ |
| 01 | Résonance limbique Limbic Resonance                                                                 | Lana et Lilly Wachowski | Lana et Lilly Wachowski Joseph Michael Straczynski | 5 juin 2015        |
| Lorsque Whispers cerne la cachette d'Angelica, Jonas la convainc de donner « naissance » à un groupe de huit « Sensitifs » avant qu'elle ne sacrifie sa vie, afin de leur donner une chance de se dissimuler. Les Sensitifs nouvellement activés tentent de vivre une vie normale, mais quelque chose n'est pas tout à fait à sa place alors que leur connexion met leurs sens en éveil maximal, les rendant bouleversés et confus. | |                         |                                                    |                    |
| 02 | Nous sommes unis I Am Also a We                                                                     | Lana et Lilly Wachowski | Lana et Lilly Wachowski Joseph Michael Straczynski | 5 juin 2015        |
| Nomi perd connaissance lors de la Marche des fiertés en apercevant Jonas, et on lui annonce à l'hôpital où elle reprend connaissance que sa vie est mise en danger par une maladie cérébrale. Daniela découvre le secret de Lito. | |                         |                                                    |                    |
| 03 | Les paris sont sur le sac d'os Smart Money Is on the Skinny Bitch                                   | Lana et Lilly Wachowski | Lana et Lilly Wachowski Joseph Michael Straczynski | 5 juin 2015        |
| La vie secrète de Sun est mise au jour et Capheus est le bénéficiaire de ses talents. | |                         |                                                    |                    |
| 04 | What's Going On?                                                                                    | Tom Tykwer              | Lana et Lilly Wachowski Joseph Michael Straczynski | 5 juin 2015        |
| Avec l'aide de Will et d'Amanita, Nomi parvient à s'évader de l'hôpital. Kala et Wolfgang partagent un moment d'intimité. | |                         |                                                    |                    |
| 05 | L'art c'est comme une religion Art Is Like Religion                                                 | James McTeigue          | Lana et Lilly Wachowski Joseph Michael Straczynski | 5 juin 2015        |
| Lito fait l'expérience du cycle féminin par l'entremise de Sun. Sun a une décision difficile à prendre. Kala est sur le point de se marier, lorsque la cérémonie est interrompue par une visite de Wolfgang. | |                         |                                                    |                    |
| 06 | Le démon Demons                                                                                     | Lana et Lilly Wachowski | Lana et Lilly Wachowski Joseph Michael Straczynski | 5 juin 2015        |
| Will et Riley découvrent que leur connexion est très réelle. Will sauve la vie de Riley. Les Sensitifs partagent un moment très intime. | |                         |                                                    |                    |
| 07 | Élémentaire, mon cher Watson W. W. N. Double D?                                                     | James McTeigue          | Lana et Lilly Wachowski Joseph Michael Straczynski | 5 juin 2015        |
| Un ami issu du passé de Nomi l'aide à trouver le docteur Metzger. Riley decide de retourner chez elle en Islande. Sun se fait des amies et des ennemies en prison. | |                         |                                                    |                    |
| 08 | Nous serons tous jugés à la valeur de notre cœur We Will All Be Judged by the Courage of Our Hearts | Dan Glass               | Lana et Lilly Wachowski Joseph Michael Straczynski | 5 juin 2015        |
| On en apprend davantage sur l'amitié d'enfance de Wolfgang. Will et Riley échangent un baiser. Daniela sacrifie sa sécurité pour la carrière de Lito, ce qui a des conséquences sur la relation de ce dernier avec Hernando. | |                         |                                                    |                    |
| 09 | La Mort ne nous laisse pas dire au revoir Death Doesn't Let You Say Goodbye                         | Lana et Lilly Wachowski | Lana et Lilly Wachowski Joseph Michael Straczynski | 5 juin 2015        |
| Riley apprend la vérité sur sa "malédiction". La sincérité des motivations de Jonas est mise en question. Le père de Sun vient la voir en prison et annonce qu'il veut lui venir en aide. Nomi et Lito se racontent des histoires intimes de leur passé, ce qui aide Lito à prendre une importante décision. Riley et Capheus partagent des souvenirs douloureux.                                                                   | |                         |                                                    |                    |
| 10 | Qu'est-ce qu'être humain ? What Is Human?                                                           | Lana et Lilly Wachowski | Lana et Lilly Wachowski Joseph Michael Straczynski | 5 juin 2015        |
| Wolfgang et Lito contre-attaquent. Riley va assister à un concert de son père avec l'orchestre. Les autres Sensitifs se joignent à elle et ils se souviennent de leur naissance. Alors que Riley se souvient de son passé, elle perd connaissance et finit à l'hôpital. | |                         |                                                    |                    |
| 11 | Fais demi-tour et change l'avenir Just Turn the Wheel and the Future Changes                        | Tom Tykwer              | Lana et Lilly Wachowski Joseph Michael Straczynski | 5 juin 2015        |
| Capheus décide de ne pas sacrifier la fille de Kabaka. Le frère de Sun vient lui rendre visite en prison avec de mauvaises nouvelles. Kala découvre qui a tenté de tuer son futur beau-père. Wolfgang décide de faire ce qu'il a à faire pour protéger ceux qui comptent pour lui. Kala et Wolfgang finissent par s'embrasser. | |                         |                                                    |                    |
| 12 | Je ne peux pas l'abandonner I Can't Leave Her                                                       | Lana et Lilly Wachowski | Lana et Lilly Wachowski Joseph Michael Straczynski | 5 juin 2015        |
| Riley est capturée et Will, avec l'aide des autres Sensitifs, se lance dans une mission de sauvetage. | |                         |                                                    |                    |

## Deuxième saison (2016-2018)
Netflix officialise le renouvellement de la série pour une seconde saison le 8 août 2015, sous la forme d'une vidéo dans laquelle les acteurs souhaitent un bon anniversaire aux héros - tous nés le 8 août - puis annoncent la production d'une saison 2. Aucune date de diffusion n'a cependant à ce jour été dévoilée (la vidéo annonçant une saison 2 "prochainement"). Il aura fallu plus de deux mois à Netflix pour officialiser le renouvellement de la série, ce qui en fait la série originale Netflix ayant pris le plus de temps pour être renouvelée à ce jour.
Quelques scènes sont réalisées en dehors de l'unité de tournage principale : des scènes se déroulant durant les festivités de fin d'année sont tournées à Berlin pendant quelques jours à partir du 30 décembre 2015 ; quelques scènes se déroulant à Chicago sont tournées les 23 et 24 janvier 2016. Le tournage principal débute début mars 2016. Il prend d'abord place à Berlin jusqu'à la mi-mars puis reprend à Bombay à partir du 25 mars 2016. Le 7 avril 2016, le tournage à Positano (Italie) commence. L'équipe doit ensuite se rendre à Mexico fin avril 2016. Le tournage à Chicago est prévu en juin et octobre 2016.
La production a également annoncé que la production de la saison 2 prendra place dans 15 ou 16 villes différentes (contre 9 dans la saison 1). Trois des nouvelles villes sont officialisées : Amsterdam (Pays-Bas) (tournage prévu en été), Positano (Italie) (tournage prévu pour après Pâques) et Sao Paulo (Brésil) (tournage prévu pour la première moitié de 2016).
À la suite de différends sur la direction que prenait le personnage, Aml Ameen, l'interprète de Capheus, quitte la série alors que plusieurs scènes de la saison 2 ont été tournées. L'acteur Toby Onwumere est choisi pour le remplacer.
| N° au | Titre | Réalisation    | Scénario                                       | Première diffusion |
| --- | --- | -------------- | ---------------------------------------------- | ------------------ |
| 01 | Une p*** de bonne année à tous A Christmas Special / Happy F*cking New Year                                                                | Lana Wachowski | Lana Wachowski Joseph Michael Straczynski      | 23 décembre 2016   |
| Après la libération de Riley en Islande, les huit Sensitifs essaient de reprendre leurs vies avec leurs nouveaux sens : Will plonge dans la drogue pour empêcher Whispers de les retrouver, Nomi fuit le FBI, Lito doit affronter les conséquences de son coming-out, Sun s'efforce de survivre en prison, Kala essaie de cacher ses sentiments pour Wolfgang à son mari, Wolfgang découvre qu'il a déclenché une guerre entre gangs mafieux berlinois et Capheus est devenu le nouveau héros de sa ville. Tous fêtent leurs anniversaires simultanément. | |                |                                                |                    |
| 02 | Qui suis-je ? Who Am I? | Lana Wachowski | Lana Wachowski Joseph Michael Straczynski      | 5 mai 2017         |
| Will s'épuise à essayer de retourner les sens de Whispers contre lui pour le retrouver. Nomi et Amanita remontent sa piste au travers des recherches qu'il a menées plus jeune sur l'homo sensorium. Lito et Capheus doivent affronter les changements respectifs dans leur notoriété. | |                |                                                |                    |
| 03 | Vivre en symbiose Obligate Mutualisms | Lana Wachowski | Lana Wachowski Joseph Michael Straczynski      | 5 mai 2017         |
| Maintenant qu'ils connaissent le nom de Whispers et de ses commanditaires, le cercle parvient à mettre leur ennemi hors course et Will peut reprendre une vie normale. Sun manque de se faire tuer en prison et le cercle organise son évasion. Lito subit le contre-coup de son coming-out et doit revoir son mode de vie. Wolfgang reste sur ses gardes avec le mafieux qui propose un partenariat avec Felix, d'autant que l'associée de cet inconnu est également une Sensitive.                                                                      | |                |                                                |                    |
| 04 | Polyphonie Polyphony | James McTeigue | Lana Wachowski Joseph Michael Straczynski      | 5 mai 2017         |
| Will se sort de justesse du piège de Whispers, mais a réuni assez d'informations pour continuer le combat contre le BPO ; la suite revient à Lito qui va retourner sur les traces d'un journaliste mexicain, sensitif disparu qu'il a connu plusieurs années auparavant. Kala et Capheus se retrouvent pris à partie dans des manifestations. | |                |                                                |                    |
| 05 | La peur ne résout rien Fear Never Fixed Anything                                                                                           | James McTeigue | Lana Wachowski Joseph Michael Straczynski      | 5 mai 2017         |
| La mort de Jonas traverse tout le cercle. Bug apporte la solution qui permettrait à Nomi de retrouver une certaine liberté. Kala se sent insatisfaite dans sa vie qui semble pourtant idéale au regard des tensions dans son pays. Capheus et Lito considèrent la possibilité de devenir des icônes. Sun s'est réfugiée chez son ancien professeur de taekwondo et prépare sa revanche. | |                |                                                |                    |
| 06 | Isolés en surface, mais connectés en dessous Isolated Above, Connected Below                                                               | Lana Wachowski | Lana Wachowski Joseph Michael Straczynski      | 5 mai 2017         |
| Encore en fuite et malgré les bloqueurs, Riley et Will continuent de contacter les autres cercles, dont le mystérieux Vieil Homme de Hoy qui connait bien le BPO. Lito accepte finalement d'être l'invité d'honneur de la Pride de Sao Paulo. | |                |                                                |                    |
| 07 | Il n'y a aucune place dans mon cœur pour la haine I Have No Place In My Heart For Hate                                                     | James McTeigue | Lana Wachowski Joseph Michael Straczynski      | 5 mai 2017         |
| Riley part seule pour Chicago afin d'entrer en contact avec le cercle de Mr Hoy et malgré la présence de Diego, l’ancien partenaire de Will, ce dernier reste inquiet. Kala fait une découverte qui pourrait affecter la vie de Capheus et de sa mère. Sun ne parvient pas à choisir comment affronter son frère et obtenir justice. | |                |                                                |                    |
| 08 | Tout ce que je veux, c'est une balle de plus All I Want Right Now Is One More Bullet                                                       | Dan Glass      | Lana Wachowski Joseph Michael Straczynski      | 5 mai 2017         |
| Jonas n'est pas mort mais reste prisonnier du BPO tant que Whispers leur sera utile. Lito est en pleine déprime et ne trouve de soutien qu'avec Sun. Wolfgang voit Lila le piéger et refuse de se laisser manipuler. Capheus devient populaire mais se fait de puissants ennemis. | |                |                                                |                    |
| 09 | Ce qu'était vraiment la famille What Family Really Means                                                                                   | Lana Wachowski | Lana Wachowski Joseph Michael Straczynski      | 5 mai 2017         |
| Les découvertes de Riley et Diego à Chicago soulèvent encore plus de questions. Libérée des menaces qui pesaient sur elle, Nomi prend le risque de revenir à la vie publique pour le mariage de sa sœur Teagan. Dani croit avoir trouvé le moyen de sauver la carrière de Lito. | |                |                                                |                    |
| 10 | Si le monde est une scène, alors l'identité n'est rien de plus qu'un costume If All the World's a Stage, Identity Is Nothing But a Costume | Tom Tykwer     | Lana Wachowski Joseph Michael Straczynski      | 5 mai 2017         |
| Avec la mort de son père, Will s'enfonce dans la drogue, délaissant alors les membres de son cercle qui ont besoin de lui : Riley, Capheus qui va faire son premier discours politique, et Sun, prête à confronter son frère. Lito voit son rêve hollywoodien se réaliser. | |                |                                                |                    |
| 11 | Tu veux la guerre ? You Want a War ? | Lana Wachowski | Lana Wachowski Joseph Michael Straczynski      | 5 mai 2017         |
| L'opération du cercle visant à aider Sun à faire arrêter son frère est lancée mais connait plusieurs imprévus. C'est sans compter Whispers qui parvient à s'en prendre à Wolfgang, forçant le cercle à une grande réunion. | |                |                                                |                    |
| 12 | Amor Vincit Omnia | Lana Wachowski | Lana Wachowski David Mitchell Aleksandar Hemon | 8 juin 2018        |
| Les sept Sensitifs sont à Paris et préparent leur échange : Wolfgang contre Whispers. Ils réunissent autant de soutien qu'ils peuvent contre le BPO, défendu par le cercle de Lila et la Gomorra. | |                |                                                |                    |